# Thrustmaster
A Thrustmaster é uma empresa fabricante de acessórios para jogos de computador e de consoles com sede em Carentoir, na França.
A empresa foi fundada em 1990 em Hillsboro, no estado do Oregon, nos Estados Unidos, sendo seus primeiros produtos joysticks do tipo HOTAS idênticos ao de aeronaves reais para simuladores de voo para computadores IBM, em 1999 foi comprada pela Guillemot Corporation Group of France que logo mudou sua sede e expandiu os negócios da empresa para controles de volantes, gamepads e fones de ouvidos.